# Nemo me impune lacessit

L'Escut del Regne Unit utilitzat a Escòcia, amb el lema de l'Orde del Card, Nemo me impune lacessit.

La frase llatina Nemo me impune lacessit (en català "Ningú m'ofèn impunement") és el lema oficial del Regne d'Escòcia, usat en l'Escut d'armes d'Escòcia. En l'actualitat és el lema del monarca del Regne Unit quan es troba a Escòcia, i apareix també en l'escut d'armes del Regne Unit quan s'empra a Escòcia. Una traducció més col·loquial a l'idioma escocès és "Wha daura Meddle sense me?", que podria traduir-se al català com "Qui s'atreveix a clavar-se amb mi?" o "Qui s'atreveix a desafiar-me?".
Aquesta frase és també el lema de l'Orde del Card, orde de cavalleria escocesa, dels regiments escocesos de l'Exèrcit Britànic, del Regiment Reial d'Escòcia i dels Scots Guards o Guàrdies Escocesos. També era el lema dels antics regiments anomenats Royal Scots, Royal Highland Fusiliers i Black Watch. A Austràlia, aquest lema també és emprat pel Victorian Scottish Regiment, una companyia d'infanteria pertanyent al Royal Victoria Regiment.
La frase apareix també en les monedes d'una lliura esterlina encunyades entre 1984 i 1994 a Escòcia, i és esmentada en el relat d'Edgar Allan Poe titulat "La bóta d'amontillado", això es deu probablement al fet que Poe va ser adoptat per un mercader escocès.

## Possible origen del lema
D'acord amb la llegenda, el lema es referia inicialment a la flor del card, símbol d'Escòcia: durant un atac sorpresa dels danesos, un dels invasors va trepitjar un card i va emetre un crit de dolor, alertant així als defensors de la seva presència. Posteriorment, el lema es va expandir a tota Escòcia i als regiments militars escocesos, que van adoptar també el card com emblema.
Aquesta mateixa planta és també el símbol d'una ciutat francesa, Nancy, el lema Non inultus premor ("No puc ser tocat impunement") recorda el lema escocès.